# هلام نباتي
الهلام النباتي هي مادة غروية سميكة تنتجها جميع النباتات تقريبًا وبعض الكائنات الحية الدقيقة. وتشمل هذه الكائنات الطلائعيات التي تستخدمها للتحرك. ويكون اتجاه الحركة دائمًا عكس اتجاه إفراز الهلام. يعد بروتين سكري قطبي وعديد سكاريد خارجي. الهلام في النباتات له دور في تخزين الماء والغذاء وإنبات البذور وتثخين الأغشية. يعتبر الصبار (والعصارات الأخرى) وبذور الكتان مصادر غنية بالهلام.

## التواجد
تعد عديدات السكاريد الخارجية العامل الأكثر تثبيتًا للكداسات الدقيقة وموجودة في نطاق واسع بالتربة. لذلك، تلعب «طحالب التربة» المنتجة للسكاريد الخارجية دورًا حيويًا في بيئة تربة العالم.

## الاستخدام البشري

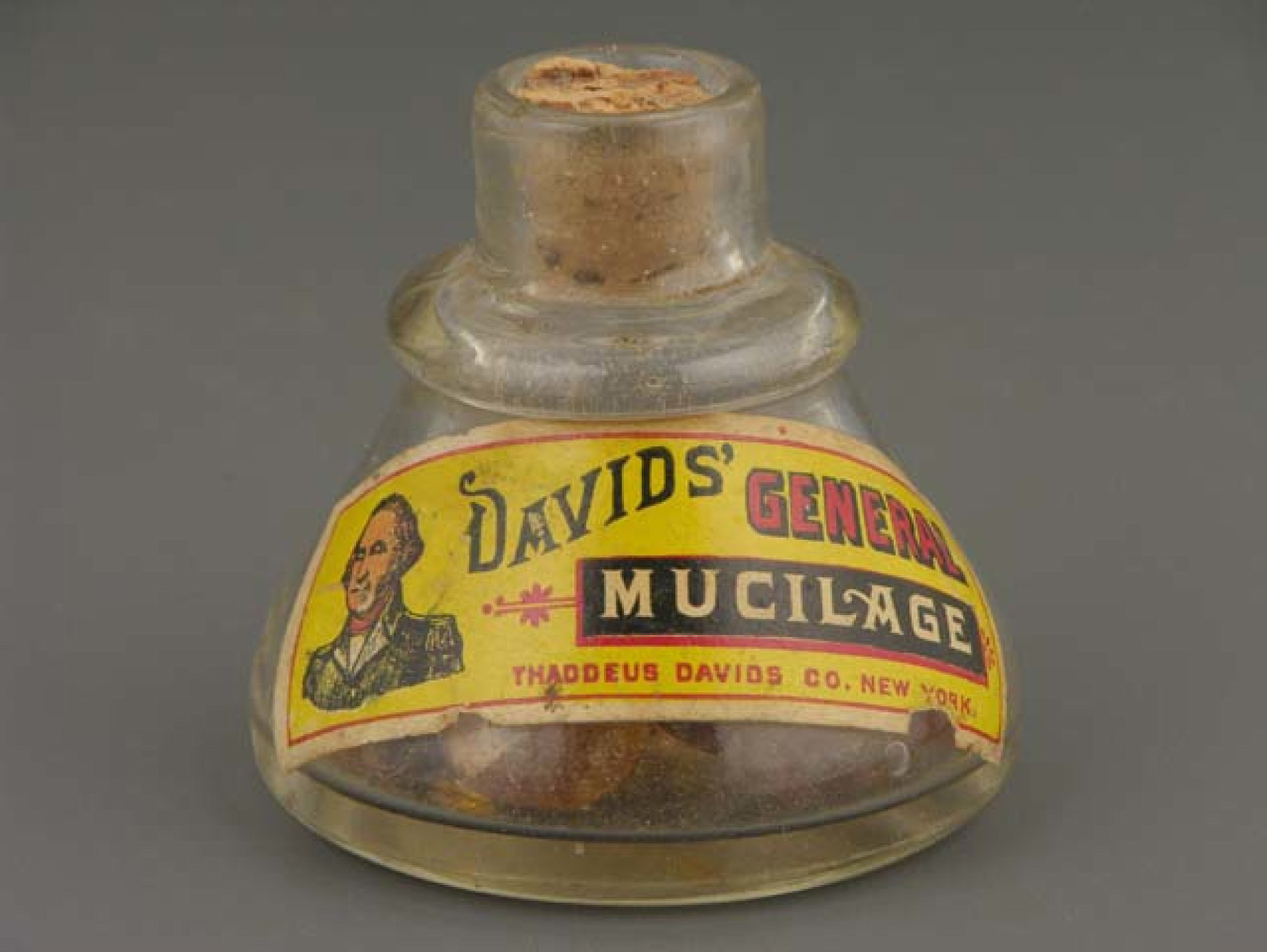
وعاء زجاجي للهلام النباتي، من النصف الأول من القرن العشرين.

الهلام النباتي صالح للأكل. يستخدم طبيًا لأنه يخفف من تهيج الأغشية المخاطية عن طريق تكوين طبقة واقية. وأيضًا ليف غذائي قابل للذوبان أو لزج يعمل على زيادة سماكة كتلة البراز، ومن الأمثلة على ذلك استهلاك مكملات الألياف التي تحتوي على قشور بذور سيلليوم.
تقليديا، كانت تُصنع حلوى الخطمي أعشاب من الفصيلة الخبازية من مستخلص هلامي لجذر لنبات الخطمي (Althaea officinalis). يستخدم اللحاء الداخلي للدردار الأحمر (Ulmus rubra) -وهو أحد أنواع الأشجار في أمريكا الشمالية- منذ فترة طويلة كملطف وللسعال، ولا يزال ينتج تجاريًا لهذا الغرض.
استخدم الهلام النباتي الممزوج بالماء كغراء، خاصةً في الملصقات والطوابع البريدية وألسنة الظروف. يمكن أيضًا استخدام أنواع مختلفة وذات قوة متفاوتة من الهلام النباتي ملصقات العلب المعدنية، والجلد المدبوغ والكراتين.

## الآثار البيئية للنباتات
يؤثر وجود الهلام النباتي في البذور على العمليات البيئية الهامة في بعض الأنواع النباتية، مثل تحمل الإجهاد المائي، والتضاد الكيمحيوي، أو تسهيل الإنبات من خلال الارتباط بجزيئات التربة. وقد يكون للهلام النباتي للبذرة دورًا في حماية الدنا من الضرر الإشعاعي. ثبت أن كمية الهلام النباتي المنتج لكل بذرة تختلف بحسب نطاق توزع الأنواع، ويتعلق أيضًا بالظروف البيئية المحلية للسكان.